# Юитские языки
Юитские языки — языки азиатских эскимосов (юитов), входят в состав эскимосско-алеутской языковой семьи.
Название «язык азиатских эскимосов» возникло в начале XX в. по аналогии с названием «язык гренландских эскимосов» и закрепилось в научной литературе в 1930—1940-е гг. Использовался также термин «юитский язык» (от эск. йугыт, йуит «люди»). В американской научной литературе часто употребляется неудачный термин «язык сибирских эскимосов» или «сибирский юпик». Самоназвание азиатских эскимосов йупигыт «настоящие люди».
Юитские языки распространены на побережье Чукотского полуострова (РФ) и на острове Св. Лаврентия (США). Группа включает два языка — чаплинский (уӈазиӷмит) и науканский (нывуӄаӷмит). До 1960-х гг. язык сиреникских эскимосов считался особым диалектом юитского языка; в настоящее время трактуется как самостоятельный язык. На чаплинском диалекте говорит около 1600 человек (из них на территории РФ около 500). Носители чаплинского диалекта живут в основном в посёлке Новое Чаплино, Сиреники, Провидения, Уэлькаль и на острове Св. Лаврентия (США), носители науканского диалекта в посёлках Лорино и Лаврентия. Эта статья опирается по большей части на данные чаплинского диалекта.
Генетически юитские языки принадлежат к эскимосско-алеутской семье, к группе юпик.
Первые достоверные сведения о диалектах юитского языка относятся к концу XIX в. До начала 30-х гг. XX в. эскимосы этой группы письменности не имели. В 1933 г. была введена письменность на латинской буквенной основе. В 1937 г. латинская графика заменена русской с дополнительными знаками.

## Лингвистическая характеристика

### Фонологические сведения
| Подъём  | Ряд      | Ряд       | Ряд    |
| Подъём  | Передний | Смешанный | Задний |
| ------- | -------- | --------- | ------ |
| Верхний | и        | ы         | у      |
| Средний | (е)      |           | (о)    |
| Нижний  |          | а         |        |

Гласные звуки [e], [o] — аллофоны гласных фонем /и/, /у/. Наиболее отчётливо они обнаруживаются в науканском диалекте в определенных слоговых и морфонологических позициях.
| По способу образования | По способу образования | По месту образования | По месту образования | По месту образования | По месту образования | По месту образования | По месту образования |
| По способу образования | По способу образования | Губные               | Переднеязычные       | Среднеязычные        | Заднеязычные         | Увулярные            | Гортанные            |
| ---------------------- | ---------------------- | -------------------- | -------------------- | -------------------- | -------------------- | -------------------- | -------------------- |
| Чистые                 | Смычные                | п                    | т                    |                      | к                    | ӄ                    | ʔ                    |
| Чистые                 | Щелевые                | в ў (ф)              | с з ш                |                      | г (х)                | ӷ (ӽ)                |                      |
| Сонанты                | Смычные                | м                    | н нъ                 |                      | ӈ                    |                      |                      |
| Сонанты                | Щелевые                |                      | л лъ р               | й йъ                 |                      |                      |                      |

Ударение свободное. В двусложных словах ударение падает преимущественно на второй слог: аӷна́ӄ «женщина», аӷвы́ӄ «кит», ӄауа́к «птица», аки́н «изголовье», исключая слова с долгим гласным в первом слоге: а́нуӄ «вышел», ӄа́йгу «кора дерева». В трёхсложных словах ударение большей частью на втором слоге, исключая также слова с долгим гласным в первом слоге: ука́зиӄ «заяц», ӄуйа́ӄуӄ «радуется», но анаӄу́ӄ «выходит». В многосложных производных словах ударение падает через слог, начиная с первого ударного: сумы́ӽтаӷа́малӷи́т «подумали они», аку́лаӈанилу́ки «они, находясь между» (модель ударения «2—4—6—… слог» — наиболее частотная); если в первом слоге долгий гласный, ударение отсчитывается от него: са́гмылӈу́ӷмыта́ӄуку́т «мы стоим на ровном месте». Появление долгого гласного в середине слова сбивает ритм ударения: кима́гусима́каӈат «убегали они с ним».
Слоги подразделяются на открытые типа а-та́ «отец», па-на́ «копьё», закрытые типа аӈ «возьми», аӷ-вы́ӄ «кит» и замкнутые типа нас-ӄуӄ «голова», ниӷ-раӄ «клетка». Стечение трёх согласных в слове допускается только в словах с губно-губным плоско-щелевым ў: киў-ӈлъа-ӄаӄ «канал», ӄыт-ӈилъ-ӄўаӄ «каблук».
Отмечаются следующие основные типы чередований: заднеязычный смычный к абсолютного конца слова перед глухими согласными чередуется с х, перед звонкими согласными и перед гласными — с г: йук «человек» — йух-кун «по человеку», йуг-мун «к человеку», йуг-ыт «люди». Увулярный ӄ при аналогичных позициях чередуется с ӽ и ӷ, ср. мыӄ «вода» — мыӽ-ӄун «по воде», мыӷ-мун «в воду», мыӷ-ыт «воды».
Сонант н в конечной позиции при словоизменении в любой позиции чередуется с глухим переднеязычным смычным т: акин «подушка» — акит-мун «к подушке», акит-ын «подушки» (множественное число), акит-хун «по подушке». Имеются также позиционные чередования т ~ с, т ~ л, п ~ в ~ ф и др.
На стыках морфем встречаются следующие типы ассимиляций согласных: полная, типа к + х > х (йук «человек» + -хак > йухак «человечек»), ӄ + ӽ > ӽ (иӷныӄ «сын» + -ӽаӄ > иӷны-ӽаӄ «сынок»); также ӄх > ӽ; регрессивная, типа кр > гр, ӄр > ӷр, кн > гн, ӄн > ӷн, кс > хс, ӄс > ӽс, кв > гв и другие; прогрессивная, типа тк > тӽ тӄ > тӽ, лк > лӷ, нк > нг и другие; взаимная или сложная ассимиляция типа нв > тф, ипун «весло» + -вак > ипут-фак «большое весло».

### Морфология
Морфологический тип юитских языков — агглютинативно-синтетический с широко развитой суффиксацией. Префиксов, инфиксов и основосложения нет. Семантико-грамматические разряды слов чётко дифференцированы. К ним относятся именные и глагольные части речи, наречия, частицы, союзы, послелоги, междометия. К именным частям речи относятся существительные, имена качественные и относительные, местоимения, числительные. К глагольным частям речи относятся собственно глаголы и их зависимые формы — деепричастия и причастия.
Имена существительные обладают грамматическими категориями числа, падежа, притяжательности. Каждая из этих категорий имеет особое морфологическое выражение. Грамматических чисел три: единственное, двойственное, множественное. Падежей — семь: абсолютный, относительный, творительный, дательно-направительный, местный, продольный, сравнительный. Падежные форманты для всех трех чисел:
| Падеж                   | Форманты                   |
| ----------------------- | -------------------------- |
| абсолютный              | Ø, -к, -т; отн. -м, -к, -т |
| творительный            | -мыӈ, -гныӈ, -ныӈ          |
| дательно-направительный | -мун, -гнун, -нун          |
| местный                 | -ми, -гни, -ни             |
| продольный              | -кун, -гныкун, -тхун       |
| сравнительный           | -стун, -гыстун, -(с)тун    |

Имена существительные в лично-притяжательных формах обозначают притяжание в широком смысле. Ср. показатели притяжания для абсолютного и относительного падежей, присоединяемые к именам обладаемого (здесь приведены только ед. и мн. число предмета обладания):
| Лицо и число обладателя | Лицо и число обладателя | Падеж и число предмета обладания | Падеж и число предмета обладания | Падеж и число предмета обладания | Падеж и число предмета обладания |
| Лицо и число обладателя | Лицо и число обладателя | Абсолютный                       | Абсолютный                       | Относительный                    | Относительный                    |
| Лицо и число обладателя | Лицо и число обладателя | Ед. ч.                           | Мн. ч.                           | Ед. ч.                           | Мн. ч.                           |
| ----------------------- | ----------------------- | -------------------------------- | -------------------------------- | -------------------------------- | -------------------------------- |
| 1 л.                    | Ед. ч                   | -ка/-ӄа                          | -н-ка                            | -(ӷ)ма/-ма                       | -(ӷ)ма/-ма                       |
| 1 л.                    | Мн. ч                   | -(ӽ)пут/-вут                     | -пут                             | -мта                             | -мта                             |
| 2 л.                    | Ед. ч                   | -н                               | -тын                             | -(ӽ)пык/-вык                     | -(ӽ)пык/-вык                     |
| 2 л.                    | Мн. ч                   | -(ӽ)си/-зи                       | -си                              | -(ӽ)пыси/-вси                    | -пыси/-фси                       |
| 3 л.                    | Ед. ч                   | -а/-ӈа                           | -и/-ӈи                           | -ан/-ӈан                         | -ит/-ӈит                         |
| 3 л.                    | Мн. ч                   | -ат/-ӈат                         | -ит/-ӈит                         | -ита/-ӈита                       | -ита/-ӈита                       |

Лично-притяжательные формы имён во всех косвенных падежах образуются от редуцированных форм относительного падежа, при этом показатель лица обладателя ставится между основой и падежным суффиксом, ср. творительный падеж таӷнуӽаӽ-пы-ныӈ «от ребёнка твоего», таӷнуӽаӽ-пы-гнын «от детей двух твоих», таӷнуӽаӽ-пы-ныӈ «от детей твоих».
В чаплинском диалекте в таблице склонения имени в лично-притяжательной форме всего 126 лично-падежных суффиксов, а в науканском диалекте, где сохранилась форма третьего лица двойственного числа обладателя, — 147.
Кроме лично-притяжательных форм имени для третьего лица обладателя имеется ещё лично-возвратная форма («свой»), парадигма склонения которой включает 42 формы (семь падежей) в трёх лицах и двух числах.
Имена качественные и относительные, выполняющие атрибутивные функции, с определяемыми ими именами существительными согласуются только в числе и падеже, не принимая лично-притяжательных форм, ср.: нутаӷаӄ панаӈа «новое копьё-его», нутаӷа-мун пана-м-нун «к новому копью-моему».
Разряды местоимений: личные, указательные, лично-возвратные, вопросительно-относительные, определительные, отрицательные, неопределённые.
Личные местоимения 1-го, 2-го и 3-го лиц изменяются по числам, образуя соответственно девять форм: хуаӈа «я», хуанӄутуӈ «мы двое», хуаӈкута «мы», ылъпак «ты», ылъпытак «вы двое», ылъпыси «вы», ылъна «он», ылъкык «они двое», ылън’ит «они». Склоняются личные местоимения по образцу соответствующих лично-притяжательных форм имён. Указательных местоимений в юитских языках более двадцати, при этом каждое из них изменяется по трём числам и всем падежам.
Имена числительные подразделяются на количественные, порядковые и разделительные. Каждый из разрядов числительных отличается своими морфологическими особенностями и функциями в предложении.
Глагол обладает категориями лица, времени, наклонения, переходного, а также основообразующими категориями различных способов протекания действия, количественных, качественных, модальных и других оценок действия. Морфологически безличных глаголов нет. Все без исключения глаголы в зависимости от переходности-непереходности оформляются показателями лица субъекта и объекта. Таких показателей у непереходных глаголов — 9, у переходных в чаплинском диалекте — 42, в науканском (за счет неотпавших форм двойственного числа субъекта) — 63. Примеры личных форм глагола: аглатаӄу-кут «мы идём» (-кут — суффикс первого лица множественного числа субъекта), аглатаӄа-м-кын «я тебя веду» (-м — суффикс первого лица единственного числа субъекта, -кын — суффикс второго лица единственного числа объекта).
| Лицо-число | Лицо-число | Лицо-число объекта | Лицо-число объекта | Лицо-число объекта |
| Лицо-число | Лицо-число | Ед. ч.             | Дв. ч.             | Мн. ч.             |
| Лицо-число | Лицо-число | 1 л.               | 1 л.               | 1 л.               |
| ---------- | ---------- | ------------------ | ------------------ | ------------------ |
| 2 л.       | Ед. ч.     | -(ӽ)пыӈа           | -(ӽ)пыкук          | -(ӽ)пыкут          |
| 2 л.       | Дв. ч.     | -(ӽ)пытыгынӈа      | -(ӽ)пытыгынкук     | -(ӽ)пытыгынкут     |
| 2 л.       | Мн. ч.     | -(ӽ)пысиӈа         | -(ӽ)пысикук        | -(ӽ)пысикут        |
| 3 л.       | Ед. ч.     | -аӈа               | -акук              | -акут              |
| 3 л.       | Дв. ч.     | -агынӈа            | -етыгынкук         | -етыгынкут         |
| 3 л.       | Мн. ч.     | -атӈа              | -етынкук           | -етынкут           |
|            |            | 2 л.               |                    |                    |
| 1 л.       | Ед. ч.     | -мкын              | -мтык              | -мси               |
| 1 л.       | Дв. ч.     | -мтыгынкын         | -мтыгынтык         | -мтыгымси          |
| 1 л.       | Мн. ч.     | -мтыкын            | -мтык              | -м(ты)си           |
| 3 л.       | Ед. ч.     | -атын              | -атык              | -аси               |
| 3 л.       | Дв. ч.     | -атын              | -атык              | -аси               |
| 3 л.       | Мн. ч.     | -атын              | -атык              | -аси               |
|            |            | 3 л.               |                    |                    |
| 1 л.       | Ед. ч.     | -ӄа                | -хка               | -нка               |
| 1 л.       | Дв. ч.     | -ӽпук              | -хпук              | -пук               |
| 1 л.       | Мн. ч.     | -ӽпут              | -хпут              | -пут               |
| 2 л.       | Ед. ч.     | -н                 | -хкын              | -тын               |
| 2 л.       | Дв. ч.     | -ӽтык              | -хтык              | -тык               |
| 2 л.       | Мн. ч.     | -ӽси               | -хси               | -си                |
| 3 л.       | Ед. ч.     | -а                 | -ак                | -е:                |
| 3 л.       | Дв. ч.     | -ахкын             | -а(гы)хкык         | -а(гы)хкыт         |
| 3 л.       | Мн. ч.     | -ат                | -ахкыт             | -е:т               |

Времён глагола — пять: настоящее, близкое прошедшее, прошедшее, близкое будущее и будущее. По диалектам некоторые показатели времени имеют морфологические отличия. Наклонения: изъявительное, повелительное, вопросительное, увещевательное (оптатив), сослагательное. Формы наклонений образуются суффиксальным способом. Отмечается более десяти разновидностей деепричастий, обозначающих различные аспекты зависимого действия при главном глаголе. Показатели лица субъектных и субъектно-объектных форм деепричастий отличаются от таких же показателей в глаголе независимого наклонения.
Глагол свободно образуется от основ любой другой части речи, ср. хуаӈа «я» > хуаӈа-ӄу-аӄу-тын «за мной идёшь ты»; тана «этот» > тана-ӈу-ма-ӈа «это был я»; утуӄа «старый» > утуӄа-лъӄинӷ-аӄуӄ «старится медленно он»; ысыки «междометие озноба» > ысыки-йуг-аӄуӄ «ноет от озноба». Отыменные глаголы изменяются по всем присущим обычному глаголу грамматическим категориям, ср. игаӽта «учитель», игаӽты-ӈу-лъыӄ-утын «учителем будешь ты», игаӽты-ӈу-зи-н? «учитель ли ты?». В одном отыменном глаголе может быть сосредоточено значительное количество словообразовательных и словоизменительных суффиксов, ср. в науканском диалекте: аӈӄаӄ «мяч» > аӈӄа-ӈлъах-туӽ-тыфка-врыӷаӷ-наӄ-аӄ-йаӷ-а-ӄа «мячей сделать много заставляю потихоньку безуспешно его я»; здесь лексическим ядром выступает основа аӈӄаӷ — «мяч», все прочие значения выражены серией суффиксов, образующих производное слово.
Отглагольные имена образуются посредством суффиксов -лъыӄ, -ныӄ, а также посредством большой серии словообразующих суффиксов, придающих новым словам значения места, времени, уменьшительности, увеличительности, различных качественных и количественных оценок.

### Синтаксис
Для синтаксиса юитских языков характерны абсолютная и эргативная конструкции предложения, а также структуры, осложненные различного рода зависимыми действиями — деепричастными оборотами.
Простое предложение абсолютной конструкции имеет два грамматически согласованных члена — подлежащее, выраженное именем в абсолютном падеже, и сказуемое, выраженное субъектной формой глагола (Йук аглаӷаӄуӄ «человек идёт»). Простое предложение эргативной конструкции включает три обязательных члена — подлежащее в относительном падеже, сказуемое — субъектно-объектный глагол, дополнение — имя в абсолютном падеже; субъектно-объектный глагол согласован с обеими именными актантами в лице и числе (Йугым аглатаӄа пана «человек несёт-он-его весло»). Субъект и объект 1-го и 2-го лица лексически не обозначаются, поскольку они морфологически отражаются в глаголе (Унитаӄа-м-кын «оставляем мы тебя»). Производной от эргативной конструкции является широко распространенная антипассивная.
Структуры сложного предложения представлены предложениями как сочинительной (редко), так и подчинительной связи. Пример сочинительной связи: Тауа панигынка тагилъыӄут, пуру панигын агланъаӄаӄа «Итак, дочери-мои приедут сюда, а дочь-твою отвезу-её-я». Сложных предложений подчинительного типа, в структуре которых сказуемого главного предложения выражается глаголом независимого действия, а сказуемое зависимого предложения — различными по значению формами деепричастий (временных, условных, уступительных, противительных и других) в юитских языках весьма значительное число. В одном и том же сложном предложении может быть несколько зависимых от главного действий разной семантики, как с одним, так и с разными субъектами, ср.: Йук нукувӈами, напаӽтумун касоми, майуӽтуӄ напаӽтыкун «человек вставши, к-дереву подойдя, взобрался на-дерево» (науканский диалект); Унами аӷныӽлъутыӄ унуглуку, ӄатылӷи ӄаваӷйаӈ матыӽлъугым, ӄатылӷим манатаӈи тыглыӷлуки, анлуни, манаӷйамалӷи" буквально, «назавтра продневав-вдвоём, ночь-наступив-она, песец-заснув-когда-он, ворон, песцовы удочки-его похитив-их, выйдя-он, удить пошёл» (при главном действии «удить-пошёл» — четыре зависимых с разными субъектами.

## Лексика
Лексика юитских языков, в особенности именная, — во многом общая с другими юпикскими языками, однако существуют и различия. Ареальные изменения коснулись в основном глагольной лексики, в составе которой часто даже наиболее частотные слова оказываются разнокорневыми. Чаплинский диалект имеет значительное число чукотских заимствований. Конец XIX — начало XX вв. знаменуются обильным проникновением заимствований из английского языка, с 20-х — 30-х гг. XX в. начинается широкое проникновение в язык русских заимствований.

## Диалекты
В составе юитских языков принято выделять чаплинский и науканский диалекты, однако значительные лексические, а также фонетические и грамматические различия лишь условно позволяют объединить их в общий язык. Так, совпадение лексики по 100-словному списку составляет 79 %. Чаплинский диалект Чукотки и говор острова Святого Лаврентия (США) практически идентичны. На юго-востоке Чукотского полуострова в прошлом существовали мелкие посёлки, жители которых говорили на говорах чаплинского диалекта; наибольшими отличиями в фонетическом и лексическом плане характеризовались аванский и имтукский говоры. В настоящее время традиционная изоляция носителей говоров нарушена, все они проживают в общих посёлках. Науканский диалект близок по своему строю к центральному юпику Аляски (73 % лексических схождений), а также включает элементы лексики языков группы инуит.